# Piper evingeri
Piper evingeri är en pepparväxtart som beskrevs av Truman George Yuncker. Piper evingeri ingår i släktet Piper och familjen pepparväxter. Inga underarter finns listade i Catalogue of Life.